# Procheneosaurus
"Procheneosaurus" ("antes del Cheneosaurus") es un género inválido de dinosaurio ornitópodo hadrosáurido, basado en un cráneo pequeño con domos frente a los ojos. Hoy se lo considera como ejemplares juveniles de varias especies de distinto géneros de hadrosáuridos crestados. Peter Dodson en 1975 fue el primero que trabajo en derribarlo en favor de Corythosaurus y Lambeosaurus, but later work indicates Hypacrosaurus was included as well.  Cinco especies habían sido asignadas al género  Procheneosaurus  praeceps, P. altidens, P. cranibrevis y P. erectofrons, todas de Norteamérica y P. convincens, del Asia.

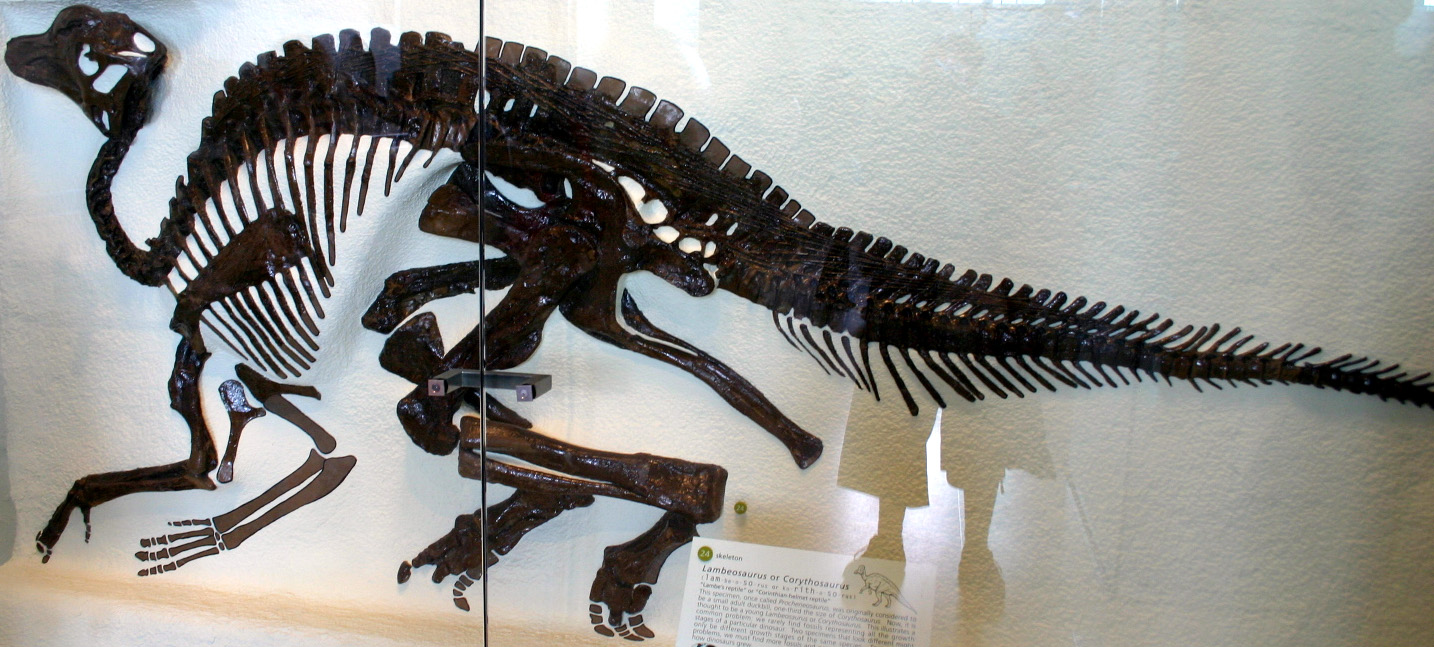
Esqueleto anteriormente asignado a "Procheneosaurus praeceps", ahora clasificado como "Lambeosaurus o Corythosaurus"

El género fue creado por William Diller Matthew en 1920 a partir de una fotografía de un esqueleto con cabeza proveniente de la Formación Dinosaur Park del Campaniense en Alberta, Canadá. Esto no es considerado suficiente para una publicación, y el espécimen fue asignado a Tetragonosaurus.  Sin embargo, Richard Swann Lull requirió que este nombre fuese suprimido en favor a  Procheneosaurus, cosa que fue aceptada. La especie tipo, Procheneosaurus praeceps, fue descrita por Parks en 1931 a partir de un cráneo de la Formación Dinosaur Park, pero primero fue considerado como especie de Tetragonosaurus. También incluyó el espécimen original de Matthew. Este espécimen es considerado hoy un Lambeosaurus lambei, debido a que Procheneosaurus precede a Lambeosaurus, ha sido necesario suprimirlo para poder seguir usando el bien conocido nombre de Lambeosaurus. P. altidens, también de la Formación Dinosaur Park, fue un nuevo nombre erigido por Lull y Wright en 1942 para "Trachodon" altidens, y considerado como Lambeosaurus, aunque estando basado en un solo maxilar, esto puede no ser cierto. 
P. cranibrevis, de la Formación Dinosaur Park y nombrado como especie de  Tetragonosaurus en 1935 por Charles M. Sternberg, es levemente más grande que las otras especies, e interpretado por Dodson como un Corythosaurus juvenil.  Posteriores estudios demuestran que se trata de un Lambeosaurus juvenil, basándose en la articulación de los huesos del cráneo, así como a muchos especímenes asignados a  Corythosaurus. P. erectofrons, nombrado por Parks como una especie de  Tetragonosaurus, está basado en un cráneo de la Formación Dinosaur Park. Dodson encontró que se trata de un juvenil de  Corythosaurus casuarius, aunque un esqueleto distinto proveniente de la Formación Dos Medicinas del Campaniano tardío en Montana, EUA, parece ser un joven Hypacrosaurus stebingeri.